# Danaea elliptica
Danaea elliptica är en kärlväxtart som beskrevs av James Edward Smith. Danaea elliptica ingår i släktet Danaea, och familjen Marattiaceae. Inga underarter finns listade i Catalogue of Life.